# 多布林斯科耶农村居民点
多布林斯科耶农村居民点（俄语：Добринское сельское поселение）是俄罗斯联邦沃罗涅日州塔洛瓦亚区所属的一个农村居民点。其下辖有5个居民点，行政中心为科兹洛夫斯基。据2016年统计，该农村居民点的人口为715人。